# Simón Bolívar Sánchez Carrión
Simón Bolívar Sánchez Carrión (Olmedo, 24 de dezembro de 1971) é um diplomata e prelado equatoriano da Igreja Católica pertencente ao serviço diplomático da Santa Sé.

## Biografia
Depois de concluir os estudos secundários ingressou no Seminário Menor da Diocese de Loja e depois, por ordem do Bispo Hugolino Cerasuolo Stacey, O.F.M., foi estudar filosofia e teologia na Universidade de Navarra, na Espanha.
Recebeu a ordenação presbiteral em 13 de setembro de 1995, na Catedral de Loja, sendo incardinado na diocese de Loja.
Atuou como chanceler secretário da Diocese de Loja, ecônomo e membro do Tribunal Eclesiástico. Em 2003 foi apresentado por Hugolino Cerasuolo e escolhido pela Nunciatura Apostólica do Equador para estudar na Pontifícia Academia Eclesiástica. Depois de estudar na Pontifícia Universidade da Santa Cruz, obteve o doutorado em direito canônico em 2006.
Tendo entrado no serviço diplomático da Santa Sé em 1 de julho de 2006, trabalhou nas representações pontifícias em Trinidad e Tobago, Bolívia, Malta e Líbia, Uruguai e Sérvia.
É fluente, além do espanhol nativo, em italiano, francês, inglês e português.
Em 15 de outubro de 2024, o Papa Francisco o nomeou núncio apostólico em Honduras, recebendo a dignidade de arcebispo titular de Rosella. É o primeiro equatoriano a ter o posto de núncio apostólico.
Recebeu a ordenação episcopal em 11 de janeiro de 2025, na Catedral de Loja, de Luciano Russo, núncio apostólico no Equador, coadjuvado por Walter Jehová Heras Segarra, O.F.M., bispo de Loja e pelo cardeal arcebispo de Guayaquil, Luis Gerardo Cabrera Herrera, O.F.M.